# 프란츠요제프 빙하

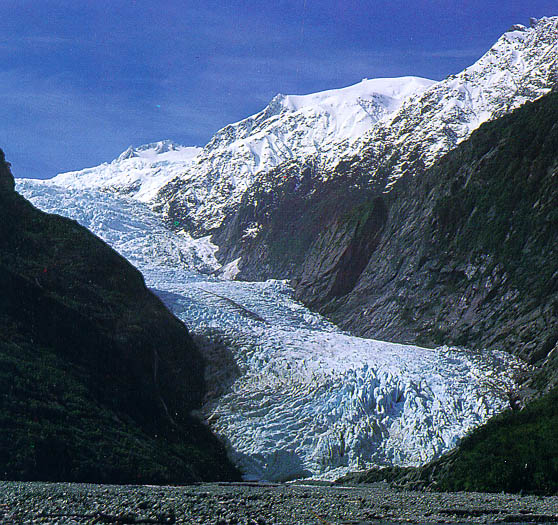
계곡 마루에서 찍은 프란츠요제프 빙하

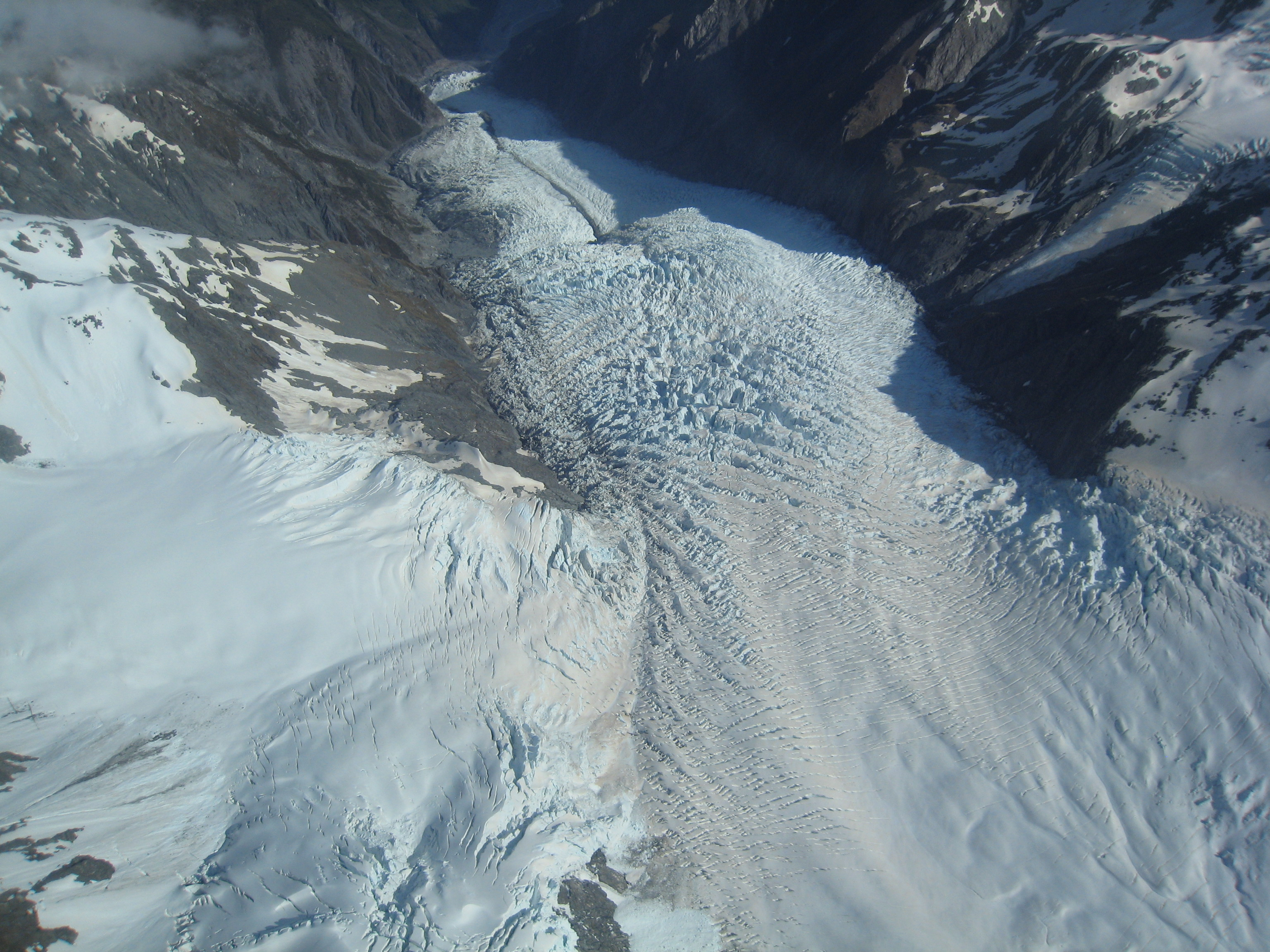
공중에서 본 빙하

프란츠요제프 빙하(Franz Josef Glacier, 마오리어: Ka Roimata o Hinehukatere)는 12 km 길이의 빙하로, 뉴질랜드 남섬 서해안의 웨스트랜드 국립공원 안에 위치하고 있다. 남쪽으로 20 km 길이로 뻗어있는 폭스 빙하와 같이 서던알프스산맥에서 해발 300m 미만에 위치한 특이한 빙하 중의 하나이다. 옆으로 푸른 우림과 맞닿아 있다.
두 빙하를 둘러싼 이 지역은 세계유산인 테 와히포우나무의 일부이며, 프란츠요제프의 돌출면 빙하에서 합류되는 강은 와이호 강이라고 알려져 있다.

## 이름
프란츠요제프 빙하로 여겨지는 서해안 빙하에 대해 언급했던 최초의 유럽인들은 1859년 증기선 메리 루이자호에서 왔다. 그 빙하는 이후 독일 탐험가 줄리어스 폰 하스트에 의해 1865년 오스트리아의 황제 프란츠 요제프 1세를 따서 이름을 지었다.

## 같이 보기
- 폭스 빙하
- 뉴질랜드의 빙하